# Лафейетт (город, Миннесота)
Лафейетт (англ. Lafayette) — город в округе Николлет, штат Миннесота, США. На площади 3 км² (3 км² — суша, водоёмов нет), согласно переписи 2002 года, проживают 529 человек. Плотность населения составляет 177 чел./км².
- Телефонный код города — 507
- Почтовый индекс — 56054
- FIPS-код города — 27-33920[1]
- GNIS-идентификатор — 0646312[2]